# Leiophron frater
Leiophron frater är en stekelart som beskrevs av Vladimir Ivanovich Tobias 1986. Leiophron frater ingår i släktet Leiophron och familjen bracksteklar. Inga underarter finns listade i Catalogue of Life.